# 1842 في الولايات المتحدة
فيما يلي قوائم الأحداث التي وقعت خلال عام 1842 في الولايات المتحدة.

## سياسة

### انتهاء فترة المنصب
- 1 يناير – آسا بيغز عضو مجلس نواب كارولينا الشمالية.
- 1 يناير – ديفيد سيتيل ريد عضو مجلس ولاية كارولاينا الشمالية.
- 28 فبراير – فرانكلين بيرس عضو مجلس الشيوخ الأمريكي.
- 10 سبتمبر – ليتيسيا تايلر السيدة الأولى للولايات المتحدة.
- 8 ديسمبر – توماس كارلن حاكم إلينوي [الإنجليزية]‏.
- 8 ديسمبر – جون بيتر ريتشاردسون الثاني حاكم كارولينا الجنوبية [الإنجليزية]‏.
- 14 ديسمبر – توماس كوروين حاكم ولاية أوهايو  [لغات أخرى]‏.
- 31 ديسمبر – ويليام سيوارد حاكم نيويورك [الإنجليزية]‏.

## ظهور
- 1 يناير – الحفرة والبندول
- 1 يناير – القلب الواشي قصة قصيرة من تأليف إدغار آلان بو.
- 1 يناير – قناع الموت الأحمر
- 1 يناير – لغز ماري روجيه رواية من تأليف إدغار آلان بو.

## مواليد

### يناير
- 1 يناير – وليام د. كولمان سياسي ليبيري.
- 1 يناير – وليام م بون سياسي من الولايات المتحدة الأمريكية.
- 6 يناير – كلارنس كينغ
- 11 يناير – ويليام جيمس

### فبراير
- 14 فبراير – جون أرنولد سياسي أمريكي.
- 18 فبراير – تشارلز سميث إيموري دبلوماسي أمريكي.

### مارس
- 26 مارس – تشارلز ليل

### أبريل
- 14 أبريل – عدنا تشافي ضابط من الولايات المتحدة الأمريكية.

### يونيو
- 16 يونيو – ديفيد هيرولد سياسي من الولايات المتحدة الأمريكية.
- 23 يونيو – آرثر كالفن ميليتي سياسي أمريكي.
- 24 يونيو – أمبروز بيرس

### يوليو
- 2 يوليو – تشارلز شاييه-لونغ مستكشف أمريكي.

### أغسطس
- 20 أغسطس – بيتسي بيكر
- 26 أغسطس – جون كولتر بيتس

### سبتمبر
- 9 سبتمبر – إليوت كويس

## وفيات

### يناير
- 15 يناير – جوزيف هوبكنسون (مواليد 1770) سياسي أمريكي.

### مارس
- 2 مارس – روبرت بوتر (مواليد 1799) سياسي أمريكي.

### أبريل
- 28 أبريل – إيليا باين (مواليد 1757) سياسي أمريكي.

### مايو
- 14 مايو – آدم جورج سنايدر (مواليد 1799) سياسي أمريكي.
- 29 مايو – جوزيف هيمفيل (مواليد 1770) سياسي أمريكي.

### يونيو
- 7 يونيو – جيمس باربر (مواليد 1775) سياسي أمريكي.

### سبتمبر
- 10 سبتمبر – ليتيسيا تايلر (مواليد 1790) سياسية من الولايات المتحدة الأمريكية.

### أكتوبر
- 2 أكتوبر – وليام إليري تشانينج (مواليد 1780) ثيولوجي من الولايات المتحدة الأمريكية.

### نوفمبر
- 4 نوفمبر – مونتفورت ستوكس (مواليد 1762) سياسي أمريكي.
- 26 نوفمبر – روبرت سميث (مواليد 1757)